# سیارک ۲۳۶۸
سیارک ۲۳۶۸ (به انگلیسی: 2368 Beltrovata، نامگذاری:1977RA) دو هزار و سیصد و شصت و هشتمین سیارک کشف شده‌است که در ۴ سپتامبر ۱۹۷۷ کشف شد.
قدر مطلق سیارک برابر ۱۵٫۲۱ است.